# Волк (корвет, 1856)
«Волк» — 11-пушечный винтовой корвет Черноморского флота Российской империи.

## Описание корвета
Осенью 1855 года на Охтенской верфи Санкт-Петербурга по одному проекту было заложено 14 винтовых 11-пушечных корветов. На каждом корвете предполагалась установка паровой машины мощностью 200 л. с. и одному подъемному винту. В 1856 году все 14 судов были спущены на воду. Проектное водоизмещение корветов составляло 885 тонн. После окончания Крымской войны корветы этого класса составляли основу лёгких крейсерских сил русского флота.

## История службы
Корвет был заложен в октябре 1855 года на Охтенской верфи в Санкт-Петербурга и в июне 1856 года спущен на воду.
Согласно отдельной русско-турецкой конвенции, подписанной по окончании Крымской войны, каждая из черноморских держав могла иметь для береговой службы по шесть паровых судов длиной до 50 метров по ватерлинии и водоизмещением до 800 тонн, а также по четыре лёгких паровых или парусных судна водоизмещением до 200 тонн. Однако, в результате того, что во время войны Россия потеряла большую часть Черноморского флота, на Чёрном море не было даже установленного количества судов. По этой причине в состав Черноморского были переведены шесть корветов Балтийского флота. В начале сентября 1857 года отряд из корветов «Волк», «Буйвол» и «Вепрь» под командованием капитана 1-го ранга А. Х. Винка вышел на усиление Черноморского флота и к концу апреля 1858 года прибыл из Кронштадта в Николаев. Все корветы вошли в состав Черноморского флота. Первоначально каждый из корветов, был вооружён одной 36-фунтовой пушкой № 1 и десятью 36-фунтовыми карронадами. В составе флота «Волк» нёс службу в качестве корвета «11-пушечного ранга».
В кампанию 1858 года находился в плавании в Чёрном море.
25 января (6 февраля) 1869 года корвет «Волк» продан на слом.

## Командиры корвета
Командирами корвета «Волк» в разное время служили:
- П. Я. Шкот.
- П. А. Карпов.
- А. С. Стройников (с 1860 года)[8] (с 22.10.1862)[9].